# Byron (Oklahoma)
Byron és una població dels Estats Units a l'estat d'Oklahoma. Segons el cens del 2000 tenia 45 habitants.

## Demografia
Segons el cens del 2000, Byron tenia 45 habitants, 19 habitatges, i 14 famílies. La densitat de població era de 72,4 habitants per km².
Dels 19 habitatges en un 26,3% hi vivien nens de menys de 18 anys, en un 73,7% hi vivien parelles casades, en un 0% dones solteres, i en un 26,3% no eren unitats familiars. En el 26,3% dels habitatges hi vivien persones soles el 15,8% de les quals corresponia a persones de 65 anys o més que vivien soles. El nombre mitjà de persones vivint en cada habitatge era de 2,37 i el nombre mitjà de persones que vivien en cada família era de 2,86.
Per edats la població es repartia de la següent manera: un 20% tenia menys de 18 anys, un 6,7% entre 18 i 24, un 26,7% entre 25 i 44, un 24,4% de 45 a 60 i un 22,2% 65 anys o més.
L'edat mediana era de 40 anys. Per cada 100 dones de 18 o més anys hi havia 80 homes.
La renda mediana per habitatge era de 34.000 $ i la renda mediana per família de 33.500 $. Els homes tenien una renda mediana de 19.375 $ mentre que les dones 16.875 $. La renda per capita de la població era de 44.525 $. Entorn del 12,5% de les famílies i l'11,1% de la població estaven per davall del llindar de pobresa.

## Poblacions més properes
El següent diagrama mostra les poblacions més properes.